# Südafrikanische Formel-1-Meisterschaft 1967
Die südafrikanische Formel-1-Meisterschaft 1967 war die achte Saison dieser regionalen Rennserie, die nach einem an die Formel 1 angelehnten Reglement abgehalten wurde. Die Meisterschaft bestand aus zwölf Rennen, die in der Zeit vom 7. Januar bis zum 3. Dezember 1967 stattfanden. Neun Rennen wurden in Südafrika abgehalten, zwei in Rhodesien und eines in Mosambik. 
Der Meistertitel ging an John Love, der die Serie bereits in den drei vorangegangenen Jahren gewonnen hatte. Love setzte anfänglich einen Cooper T79 mit Climax-Motor ein; ab dem sechsten Meisterschaftslauf stand ihm ein Brabham BT20 mit einem 3,0 Liter großen Repco-Motor zur Verfügung.

## Rennkalender
| Nr. | Datum        | Grand Prix (Strecke)                          | Distanz (km) | Pole-Position | Schnellste Rennrunde | Sieger        |
| --- | ------------ | --------------------------------------------- | ------------ | ------------- | -------------------- | ------------- |
| 01  | 7. Januar    | Cape South Easter Grand Prix Killarney        | 163,350 km   | Dave Charlton | John Love            | John Love     |
| 02  | 4. März      | Rand Autumn Trophy Kyalami                    | 163,760 km   | John Love     | Dave Charlton        | Dave Charlton |
| 03  | 27. März     | Coronation 100 Roy Hesketh                    | 159,555 km   | Dave Charlton | Dave Charlton        | John Love     |
| 04  | 8. April     | Killarney Grand Prix Killarney                | 163,350 km   | Sam Tingle    |                      | Sam Tingle    |
| 05  | 7. Mai       | Bulawayo 100 Kumalo                           | 165,750 km   |               |                      | John Love     |
| 06  | 9. Juli      | Natal Winter Grand Prix Roy Hesketh           | 174,060 km   | John Love     | John Love            | John Love     |
| 07  | 23. Juli     | Governor General Cup Lourenço Marques Circuit | 46,410 km    |               | John Love            | John Love     |
| 08  | 9. September | Van Riebeeck Trophy Killarney                 | 163,350 km   |               |                      | John Love     |
| 09  | 7. Oktober   | Rand Spring Trophy Kyalami                    | 163,760 km   | Dave Charlton |                      | John Love     |
| 010 | 22. Oktober  | Pat Fairfield Trophy Roy Hesketh              | 191,466 km   |               |                      | John Love     |
| 011 | 3. Dezember  | Rhodesian Grand Prix Kumalo                   | 191,466 km   |               |                      | John Love     |

## Die Rennen

### Cape South Easter Grand Prix
| Platz | Fahrer       | Zeit/Runden |
| ----- | ------------ | ----------- |
| 1     | John Love    | 50 Runden   |
| 2     | Bob Anderson | 50 Runden   |
| 3     | Sam Tingle   | 40 Runden   |

### Rand Autumn Trophy
| Platz | Fahrer        | Zeit/Runden |
| ----- | ------------- | ----------- |
| 1     | Dave Charlton | 40 Runden   |
| 2     | John Love     | 40 Runden   |
| 3     | Luki Botha    | 38 Runden   |

### Coronation 100
| Platz | Fahrer           | Zeit/Runden |
| ----- | ---------------- | ----------- |
| 1     | John Love        | 55 Runden   |
| 2     | Sam Tingle       | 55 Runden   |
| 3     | Jackie Pretorius | 55 Runden   |

### Killarney Grand Prix
| Platz | Fahrer           | Zeit/Runden |
| ----- | ---------------- | ----------- |
| 1     | Sam Tingle       | 50 Runden   |
| 2     | Jackie Pretorius | 50 Runden   |
| 3     | Tony Jeffries    | 40 Runden   |

### Bulawayo 100
| Platz | Fahrer        | Zeit/Runden |
| ----- | ------------- | ----------- |
| 1     | John Love     | 50 Runden   |
| 2     | Dave Charlton | 50 Runden   |
| 3     | Sam Tingle    | 50 Runden   |

### Rand Autumn Trophy
| Platz | Fahrer       | Zeit/Runden |
| ----- | ------------ | ----------- |
| 1     | John Love    | 50 Runden   |
| 2     | Bob Anderson | 50 Runden   |
| 3     | Sam Tingle   | 40 Runden   |

### Natal Winter Grand Prix
| Platz | Fahrer        | Zeit/Runden |
| ----- | ------------- | ----------- |
| 1     | John Love     | 60 Runden   |
| 2     | Sam Tingle    | 59 Runden   |
| 3     | Dave Charlton | 53 Runden   |

### Governor General Cup
| Platz | Fahrer       | Zeit/Runden |
| ----- | ------------ | ----------- |
| 1     | John Love    | 50 Runden   |
| 2     | Bob Anderson | 50 Runden   |
| 3     | Sam Tingle   | 40 Runden   |

### Van Riebeeck Trophy
| Platz | Fahrer        | Zeit/Runden |
| ----- | ------------- | ----------- |
| 1     | John Love     | 50 Runden   |
| 2     | Sam Tingle    | 50 Runden   |
| 3     | Tony Jeffries | 50 Runden   |

### Rand Spring Trophy
| Platz | Fahrer        | Zeit/Runden |
| ----- | ------------- | ----------- |
| 1     | Dave Charlton | 40 Runden   |
| 2     | Sam Tingle    | 39 Runden   |
| 3     | John Love     | 39 Runden   |

### Pat Fairfield Trophy
| Platz | Fahrer        | Zeit/Runden |
| ----- | ------------- | ----------- |
| 1     | John Love     | 66 Runden   |
| 2     | Tony Jeffries |             |
| 3     | Clive Puzey   |             |

### Großer Preis von Rhodesien
| Platz | Fahrer           | Zeit/Runden |
| ----- | ---------------- | ----------- |
| 1     | John Love        | 50 Runden   |
| 2     | Dave Charlton    | 50 Runden   |
| 3     | Jackie Pretorius | 48 Runden   |

## Fahrerwertung
| Platz | Fahrer             | Punkte |
| ----- | ------------------ | ------ |
| 1     | John Love          | 82     |
| 2     | Sam Tingle         | 50     |
| 3     | Dave Charlton      | 34     |
| 4     | Tony Jeffries      | 26     |
| 5     | Jackie Pretorius   | 25     |
| 6     | Clive Puzey        | 12     |
| 7     | Leo Dave           | 9      |
| 8     | Bob Anderson       | 6      |
| 9     | Luki Botha         | 4      |
| 10    | Trevor Blokdyk     | 4      |
| 11    | Gordon Littleford  | 3      |
| 12    | John McNicol       | 3      |
| 13    | Leo van Poperng    | 3      |
| 14    | George van Staaten | 2      |
| 15    | Joe Domingo        | 2      |
| 16    | Rauten Hartmann    | 1      |